# Tamara Scheer
Tamara Scheer (* 1979 in Wien) ist eine österreichische Historikerin. Scheer studierte Geschichte an der Universität Wien und wurde 2006 bei Erwin A. Schmidl mit einer Arbeit über das k.u.k. Kriegsüberwachungsamt im Ersten Weltkrieg zur Dr. phil. promoviert. 2020 erhielt sie die Venia docendi an der Universität Wien mit der Habilitationsschrift „Language Diversity and Loyalty in the Habsburg Army, 1868–1918“. Seitdem ist die Privatdozentin am Institut für Osteureuropäische Geschichte der Universität Wien.

## Akademischer Lebenslauf
Ab Jänner 2025 leitet Scheer ein vom FWF gefördertes Projekt zum Thema „Sprachenvielfalt: k.k. Österreich & Römisch-Katholische Kirche“ am  Institut für Bibelwissenschaften und Historische Theologie an der Universität Innsbruck. Im Wintersemester 2024/25 ist sie Gastprofessorin am Institut für Geschichte der Universität Hradec Králové. Scheer war im akademischen Jahr 2024/25 Universitätsprofessorin (gemäß UG 2002, §99) am Institut für Osteuropäische Geschichte der Universität Wien mit dem Schwerpunkt „Die nichtdeutschsprachige Dimension österreichischer Geschichte, 18.-20. Jahrhundert“.
Seit 2019 arbeitet Scheer am Päpstlichen Institut Santa Maria dell’Anima in Rom und ist derzeit Leiterin des Projekts zur Identifizierung der 450 österreichisch-ungarischen Soldaten in der Krypta der Anima.
Von 2018 bis 2023 war sie Elise-Richter-Stipendiatin des FWF am Institut für Osteuropäische Geschichte an der Universität Wien. Von 2013 bis 2018 war sie als Hertha-Firnberg-Stipendiatin des FWF wissenschaftliche Mitarbeiterin am Ludwig-Boltzmann-Institut für Historische Sozialwissenschaft in Wien. Sie forschte dort zur Geschichte Österreich-Ungarns und leitet das Projekt „Die Sprachenfrage in der k.u.k. Armee als Teil der Nationalitätenfrage in der Habsburgermonarchie (1868–1914)“.
Von 2010 bis 2012 war Scheer ÖAD-Post-Doc-Stipendiatin (Titel: „Österreich-Ungarns Präsenz im Sandschak von Novipazar (1879–1908)“) an der Fakultät für Mitteleuropäische Studien der Andrássy Universität Budapest. Von 2007 bis 2009 war sie Projektassistentin „Ergänzungsraum Südosteuropa – Konzepte und Strategien des Mitteleuropäischen Wirtschaftstags“ am Institut für Zeitgeschichte der Universität Wien. 2009 wurde sie externe Lektorin am Wiener Institut für Osteuropäische Geschichte und am Institut für Zeitgeschichte.
Sie war mehrfach Gastwissenschafterin: 2014 am Trinity College Dublin in Irland, 2015 am Europäischen Hochschulinstitut in Florenz, 2016 wurde sie Dobrovsky Fellow an der Tschechischen Akademie der Wissenschaften in Prag und 2023 am Inštitut za novejšo zgodovino in Ljubljana. Ferner gehörte sie dem durch die Deutsche Forschungsgemeinschaft finanzierten wissenschaftlichen Netzwerk „Sozialfürsorge und Gesundheit in Ost- und Südosteuropa im langen 20. Jahrhundert“ an.
Sie ist im Militärwissenschaftlichen Beirat des österreichischen Bundesministerium für Landesverteidigung. Sie ist Mitglied im Römischen Institut der Görres-Gesellschaft. Seit 2024 Jurymitglied des Österreichischer Staatspreis für Geschichtswissenschaften des österreichischen Bundesministerium für Bildung, Wissenschaft und Forschung. Im Wintersemester 2016/17 hielt sie an der Universität Wien ein Guided Reading mit dem Titel „Sprachgebrauch und Nationalitätenzugehörigkeit in der Habsburgermonarchie“.
Im April 2023 erhielt sie den Karl-von-Vogelsang-Staatspreis für Geschichte der Gesellschaftswissenschaften.

## Schriften (Auswahl)
- Zwischen Front und Heimat. Österreich-Ungarns Militärverwaltungen im Ersten Weltkrieg (= Neue Forschungen zur ostmittel- und südosteuropäischen Geschichte. Band 2). Lang, Frankfurt am Main u. a. 2009, ISBN 978-3-631-58721-8.
- Die Ringstraßenfront. Österreich-Ungarn, das Kriegsüberwachungsamt und der Ausnahmezustand während des Ersten Weltkrieges. [Amtliche Publikation der Republik Österreich, Bundesminister für Landesverteidigung und Sport]. Hrsg.: Republik Österreich, Bundesminister für Landesverteidigung und Sport, Heeresgeschichtliche Museum (= Schriften des Heeresgeschichtlichen Museums. Band 15). Wien 2010, ISBN 978-3-902551-16-0.
- „Minimale Kosten, absolut kein Blut“. Österreich-Ungarns Präsenz im Sandžak von Novipazar (1879–1908) (= Neue Forschungen zur ostmittel- und südosteuropäischen Geschichte. Band 5). Lang, Frankfurt am Main 2013, ISBN 978-3-631-64214-6.
- mit Wolfgang Etschmann, Erwin A. Schmidl: An der Grenze. Der erste Einrückungstermin des Bundesheeres und der Einsatz während der Ungarnkrise 1956. Eine Publikation der Landesverteidigungsakademie Wien und des Heeresgeschichtlichen Museums. Vehling, Graz 2006, ISBN 978-3-85333-129-3.
- Von Friedensfurien und dalmatinischen Küstenrehen. Vergessene Wörter aus der Habsburgmonarchie. Amalthea Signum Verlag, Wien 2019, ISBN 978-3-99050-145-0.
- gemeinsam mit Clemens Ruthner: Bosnien-Herzegowina und Österreich-Ungarn, 1878–1918: Annäherungen an eine Kolonie (= Kultur – Herrschaft – Differenz. Band 24). Francke, Tübingen 2018, ISBN 978-3-7720-8604-5.
- gemeinsam mit Markian Prokopovych, Carl Bethke: Language Diversity in the Late Habsburg Empire (= Central and Eastern Europe: Regional Perspectives in Global Content. Band 9). Brill, Leiden 2019, ISBN 978-90-04-40210-2 (englisch).
- Die Sprachenvielfalt in der österreichisch-ungarischen Armee (1867–1918) (= Schriftenreihe des Heeresgeschichtlichen Museums. Band 31). HGM Heeresgeschichtliches Museum, Wien 2022, ISBN 978-3-903403-00-0.[15]
- gemeinsam mit Nikolaus Rottenberger: Where have all the young men gone? The 460 Austro-Hungarian Soldiers from First World War buried in the Crypt of Santa Maria dell’Anima in Rome. Bundesministerium für Landesverteidigung, Wien 2023, ISBN 978-3-902275-57-8.[16]
- One Empire or Two States? Dualism and States of Emergency in Austria-Hungary Before and During the First World War. In: First World War Studies. Band 14, Nr. 1, 2023, ISSN 1947-5039, S. 115–135, doi:10.1080/19475020.2024.2307043 (englisch).
- gemeinsam mit Rok Stergar: Ethnic Boxes: The Unintended Consequences of Habsburg Bureaucratic Classification. In: Nationalities Papers. The Journal of Nationalism and Ethnicity. 46, 4, 2018, S. 575–591, doi:10.1080/00905992.2018.1448374.